# Podopteryx
Podopteryx (лат.) — род стрекоз из семейства Argiolestidae.

## Описание
На передних крыльях перед узелком 28 поперечных жилок. Размах крыльев от 43 до 48 мм. Окраска тела с возрастом меняется. Длина тела личинки без хвостовых жабр более 20 мм. Хвостовые жабры короткие плоские горизонтально ориентированные. Губные щупики с тремя зубцами.

## Экология
Личинки описаны только у Podopteryx selysi. Они развиваются в фитотельматах в заполненных водой дуплах деревьев на высоте 60-80 см над землёй, объем воды в фитотельмате составляет 2—3 литра. Имаго летают вдали от воды на освещённых солнцем полянах в тропических лесах. В Новой Гвинее лёт продолжается в течение всего года, а в Австралии взрослых стрекоз можно обнаружить только в период дождей с начала октября до начала апреля.

## Систематика
В состав рода включают 3 вида
- Podopteryx casuarina Lieftinck, 1949
- Podopteryx selysi Foerster, 1899
- Podopteryx roseonotata Selys, 1871

## Распространение
Вид Podopteryx casuarina известен только по типовым экземплярам собранным в провинции Папуа (Индонезия).  Вид Podopteryx roseonotata обнаружен на нескольких островах архипелага Ару, из одного местонахождения на полуострове Хуон острова Новая Гвинея. Самым широко распространённым видом является Podopteryx selysi. Его ареал занимает Новую Гвинею и острова Салавати и Вайгео и север Австралии (Северной Территория и Квинсленд). В горах проникает до высоты 1800 м над уровнем моря.

## Охранный статус
Вид Podopteryx selysi включен в список угрожаемых видов Международного союза охраны природы со статусом LC (Виды, вызывающие наименьшие опасения).